# Dóm tér (Milánó)
A Dóm tér (olaszul: Piazza del Duomo, milánói dialektusban Piazza del Domm,IPA : [pja'ʦa del ˈdɔm]) Milánó főtere. A milánói dóm uralja, innen ered a neve is, a város központja, a milánóiak találkozási helye a fontos események megünneplésére, és a szomszédos Galleria Vittorio Emanuele II-vel együtt a metropolisz ikonikus helye, mint pl. a világ minden tájáról érkező látogatók és turisták célpontja.

## Leírása

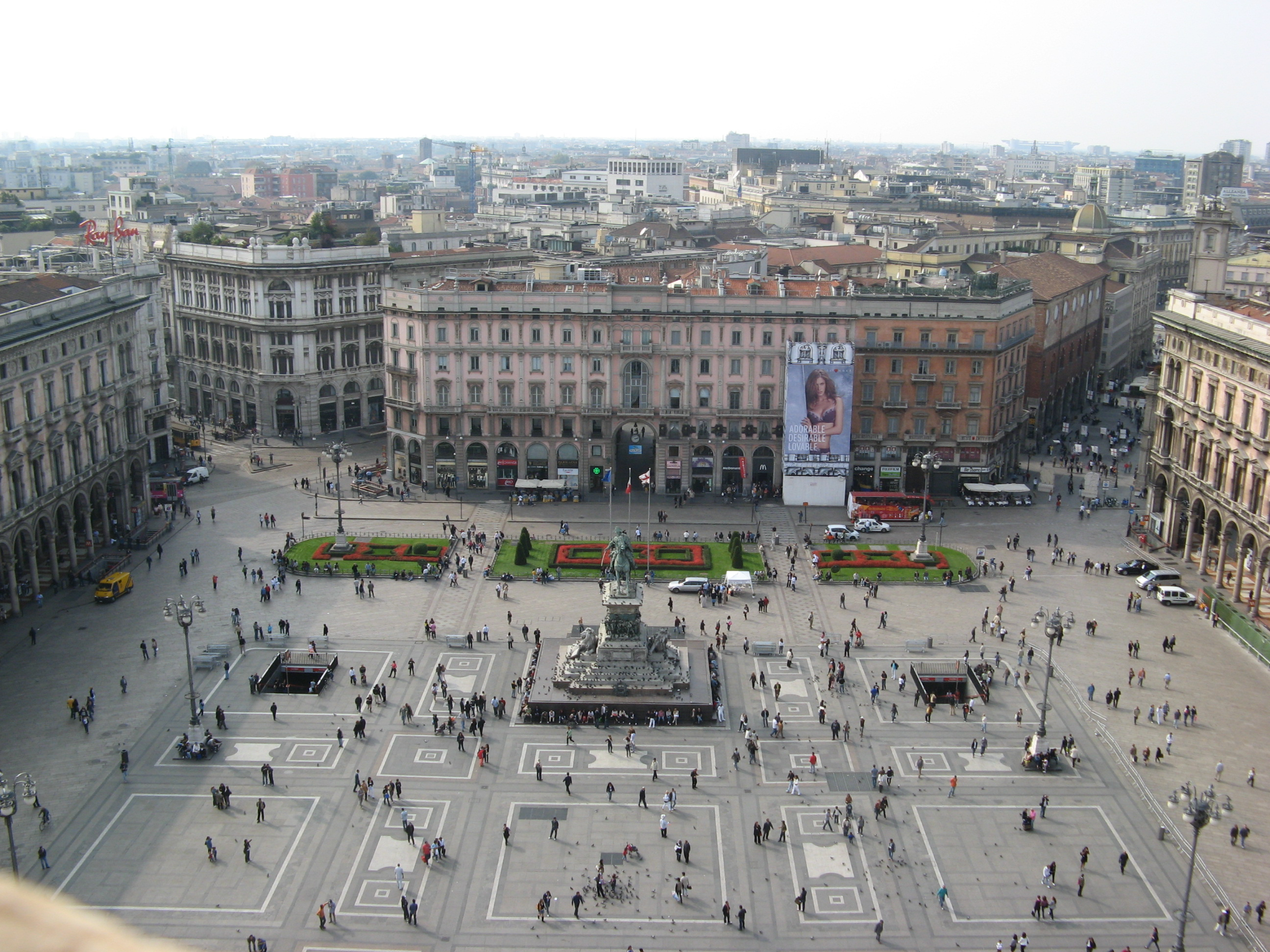
Kilátás a térre a Dóm tetejéről

A teglalap alakú tér alapterülete körülbelül 1,7 hektár, a környező épületek által körülvéve, a tér háttérperspektíváját lezáró székesegyház szerint elrendezett épületek által körülvett részeket is belevéve 47 200 m² alapterületű, így Olaszország egyik legnagyobb tere.
A dóm impozáns gótikus homlokzata uralja, a közepén pedig II. Viktor Emánuel olasz király 1896-ban emelt lovas emlékműve áll. A teret különböző korszakokból származó épületek veszik körül.
A Palazzo Carminati a székesegyház nagy részével szemben áll, míg az Arengario két tornya által szegélyezett déli szárnyai, a galéria monumentális bejárata kíséretében az északi szárnyaival szimmetrikusan szemben állnak a tér hosszabb oldalaival.

## Története

### Megvalósítása

A milánói püspöki épületegyüttes a modern Piazza del Duomo téren. A milánói dóm építésének lehetővé tétele érdekében lebontott püspöki komplexum a Santa Tecla-bazilikából (eredeti korai keresztény nevük basilica maior vagy basilica nova), a San Giovanni alle Fonti keresztelőkápolnából, a Santa Tecla-székesegyházból állt. A Santa Maria Maggiore (eredeti ókeresztény nevük basilica vetus vagy basilica minor) és a Santo Stefano alle Fonti keresztelőkápolna

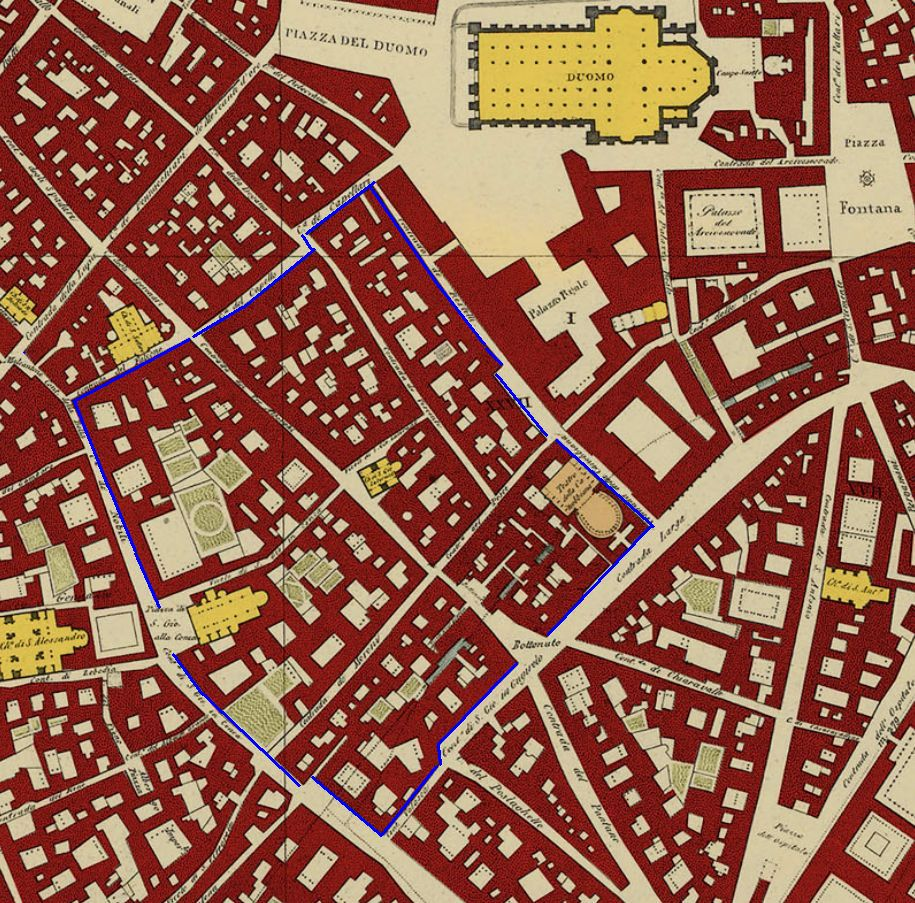
Milánó térképe 1814-ből, amelyen az eltűnt (vékony kék vonallal határolt) Bottonuto kerület és a Piazza del Duomo látható, a Rebecchinóval, a Coperto dei Figinivel és a Palazzo Reale úgynevezett "Manica Lungá"-val, amelyet lebontottak. lehetővé téve a Palazzo dell'Arengario építését

A tér születése bizonyos értelemben Azzone Viscontira vezethető vissza, aki annak érdekében, hogy a Santa Teclát körülvevő nagyszámú üzlet hasznos teret teremtsen a kereskedelmi tevékenységek számára. a Santa Maria Maggiore székesegyház és a Santa Tecla-bazilika között létrehozta a Piazza dell'Arengót. A szükséges terület megteremtése érdekében 1330 körül lebontatta a székesegyház melletti kocsmákat. A tér építésének munkálatai Azzone halála után jelentősen lelassultak.
Gian Galeazzo Visconti 1385-ben lebontatta a püspöki és kanonokházat, 1387-ben pedig a San Giovanni alle Fonti keresztelőkápolnáját is lebontatta. A Piazza dell'Arengón mindenesetre kevés beavatkozás történt a Dóm miatt, amelynek munkálatai a Santa Maria Maggiore mögött kezdődtek. 1458-ban II. Piusz pápa áldásával, egy november 11-i pápai bullát követően, Francesco Sforza és a Fabbrica del Duomo engedélyt kapott a Santa Tecla-bazilika lebontására, hogy a katedrálishoz méltó nagy teret alakítsanak ki. 1477 februárjában Bona di Savoia átadta a teret a munkálatoknak.

### A 16. századtól Itália egyesüléséig
1548-ban Vincenzo Seregni új projektet hozott létre a Piazza del Duomo számára. Pénzügyi nehézségekkel járó évek lévén, az egyetlen munka a Seregni által elképzeltek közül a Paradicsom és az új Santa Tecla (1481-ben épült, az eredeti bazilika fennmaradt homlokzatának felhasználásával) lebontása volt, így négyzet alakú tér jött létre a katedrális előtt.
Piermarini királyi palotájának megnyitásával az elsőhöz oldalt egy második teret hoztak létre, ahhoz csatlakoztatva.
A napóleoni korszakban ismét tervbe vették a tér bővítését a Coperto dei Figini és a Rebecchino tömb rovására. A bemutatott tervek azt mutatják, hogy a székesegyház szerepét minimalizálni kívánták a polgári épületek, például a diadalívek, valamint a bíróságként és a szakmai egyesületek székhelyeként szolgáló nagy épület javára. Pénzhiány miatt ismét elhalasztották a projektet.
Szintén a helyreállítás következő időszakában (1814–1859) a tér új terve valósult meg, amellyel az új császár, I. Ferdinánd Giulio Beccariát bízta meg. A projektben előirányzott különböző fázisok közül az egyetlen, amelyet a katedrális mögötti területen hajtottak végre, ahol a Fabbrica del Duomo építési terület házait lebontották, hogy felépítsék a Fabbrica új épületét.

### Mengoni projektje

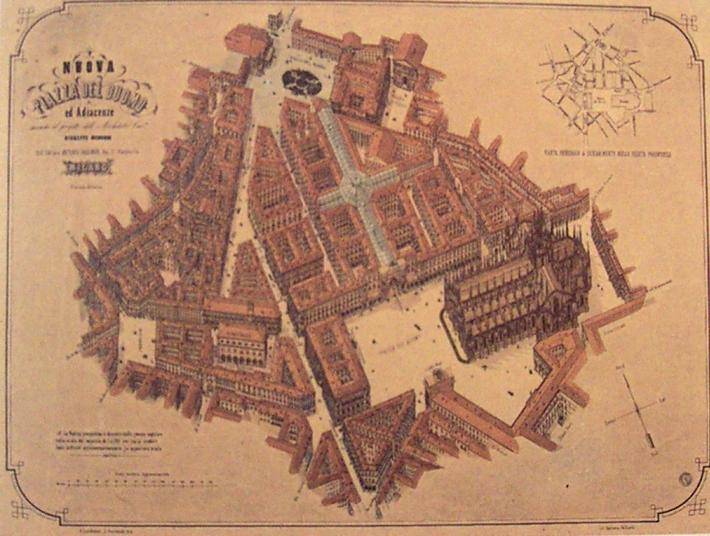
Giuseppe Mengoni terve

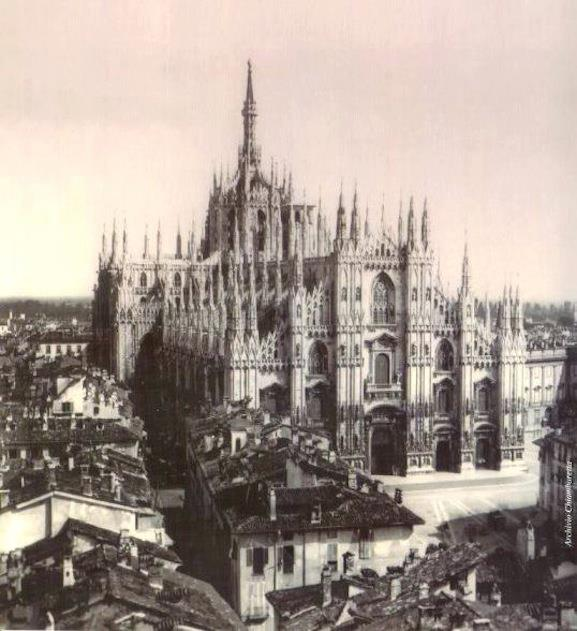
A Piazza del Duomo a 19. század közepén, a bontások előtt, amelyek aztán a Galleria Vittorio Emanuele II és az árkádok felépítéséhez vezettek

A tér jelenlegi megjelenését a Giuseppe Mengoni építész által végzett felújításoknak köszönheti, aki 1865–1873 között a városi székesegyház korábbi terét jelentősen bővítette.
A francia-piemonti győzelmeket követően és az új olasz királyság születése közeledtével az új junta már 1860-ban azt feltételezte, hogy az egész teret teljesen újjáépíti. 1860 áprilisában Milánó polgárait felkérték, hogy terjesszék elő ötleteiket az új térre és a II. Viktor Emánuel olasz király után elnevezett új utcára vonatkozóan. A bemutatott tervk a projekt körvonalainak pontosabb meghatározását és a pályázat nyilvános meghirdetését szolgálták 1861. május 1-jén. A bemutatott 18 projektet 1862 nyarán vizsgálták. A bizottság négyet díjazott, de úgy ítélte meg, hogy mégsem az igaziak. Bár nem szerepelt a díjazottak között, Mengoni projektje jelentős elismerést kapott.
1863-ban új pályázatot írtak ki, amelyet éppen Mengoni nyert meg, akinek tervét szeptember 15-én hagyta jóvá a községi tanács. Néhány módosítás után 1865. március 7-én II. Viktor Emánuel le tudta tenni az alig három év alatt felépülő Galéria alapkövét. Valójában a nagyközönség előtti megnyitóra 1867. szeptember 15-én került sor.
A Galleria elkészülte után a Piazza munkálatai folytatódtak, de a szerződést elnyerő cég, a londoni székhelyű City of Milan Improvements Company Limited a pénzügyi törékenység jeleit kezdte mutatni, és arra kényszerítette az önkormányzatot, hogy megvásárolja a Galleriát és a környező területeket. amely fölé épült a tér új szárnya, vagyis az északi és déli Portici palota. A Galériától keletre eső területet ehelyett magánszemélyeknek adták el, akik továbbra is kötelesek voltak Mengoni projektjének előírásai szerint folytatni a munkálatokat. Az árkádok és a kapcsolódó épületek 1875-ben készültek el.

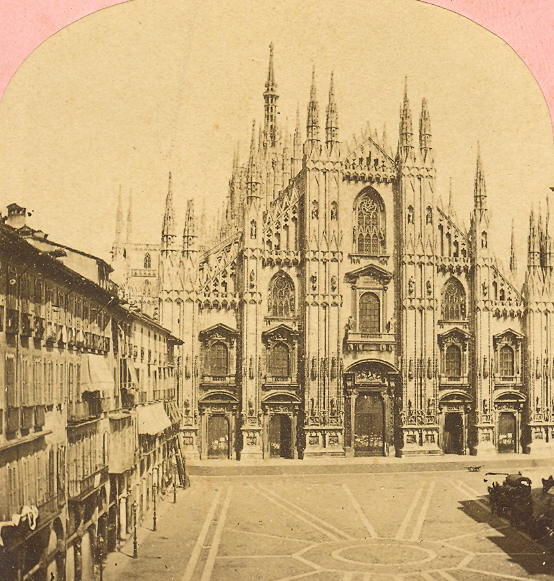
A Piazza del Duomo 1860 körül. A bal oldalon a Coperto dei Figini látható, amelyet 1864-ben lebontottak

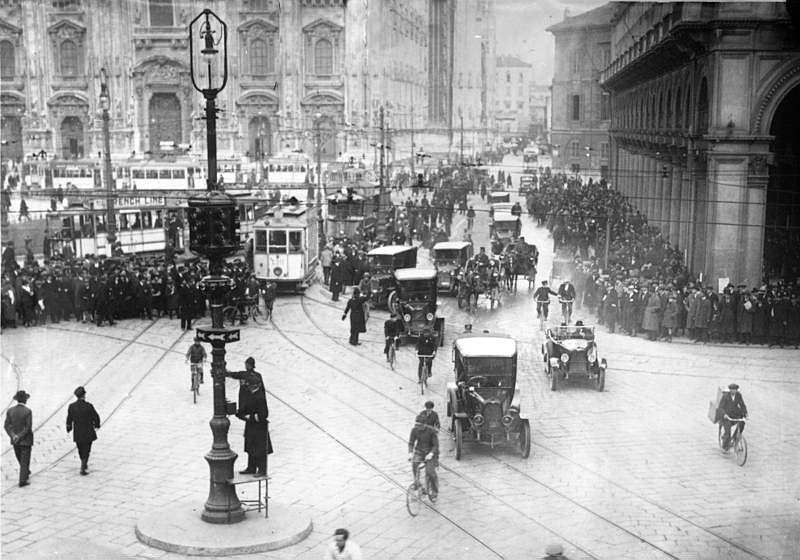
Forgalom 1926-ban a Piazza Duomón a via Torino elejétől nézve

Már csak a két diadalív volt hátra, amelyek sorsát illetően az önkormányzat forráshiánya miatt azonban tétováztak. A munkája befejezésére vágyó Mengoni azonban anyagilag elkötelezte magát a kapcsolódó szerződés mellett. 1877. december 30-án azonban egy bejárás során, tisztázatlan körülmények között tragikusan leesett az állványzatról. Halálát balesetnek minősítették, de kezdettől fogva különféle pletykák keringenek a nagy építész esetleges öngyilkosságáról, vagy akár gyilkosságról is.
Mengoni halálával a projekt megvalósításának reménye örökre elhalt: azóta a tér gyakorlatilag változatlan maradt; csak 1896-ban itt avatták fel II. Viktor Emánuel lovas emlékművét.
1928-ban Piero Portaluppi építész készítette el az új templomkertet és a tér burkolatát.
1936-ban, azon a helyen, ahol a két diadalív emelkedett volna, felépült az Arengario-palota, amelyet rózsaszín candoglia márvánnyal borítottak, amelyből a milánói dóm is épült, faragott domborművekkel. Mussolini Milánóban tartott nyilvános beszédei során kihajolt innen, hogy feltüzelje a tömeget.
Az eredeti projekt hátsó épülete meg nem valósult, sőt ma is látható a Palazzo Carminati, amelyről a közelmúltban eltávolították a teljes homlokzatot borító világító reklámtáblákat.
A második világháború idején a tér alatt légoltalmi óvóhelyet építettek, a Palazzo Carminiati előtti virágágyásokat pedig búzával vetették be, a háborús kertek kampánya keretében.
Az 1950-es és 1960-as évek fordulóján a tér alatt metróállomást építettek, először a piros (1-es), majd a sárga (3-as) vonal számára.
Az 1990-ben üzembe helyezett 3-as metróvonal építésével Ignazio Gardella építész emlékművet tervezett a nyugati oldalon, hogy a teret a Mengoni-projektben előirányzott méretekhez igazítsa. A tervet azonban nem valósították meg.
A Piazza del Duomo az a pont, ahonnan a Stramilano hagyományosan kezdődik.
A század vége felé ideiglenesen egy szökőkutat helyeztek el a tér oldalában, amelynek vízsugarai a katedrális alakját formázták.

### 21. század
Kevés változás történt a 2000-es év óta. Kiemelendő, hogy a téren 2014-ben ültetett fák, a 14 métert meg nem haladva nem takarják el a Palazzo Carminati homlokzatát.
2017. február 15-én megkezdődött a pálmafák (Trachycarpus fortunei) ültetése, amelyeket banánfákkal (Musa ensete) egészítenek ki, a műveletet a Starbucks támogatja. A Marco Bay milánói építész által, három évre tervezett felújítás vegyes mmegítélésű.

## Műemlékek, múzeumok és paloták

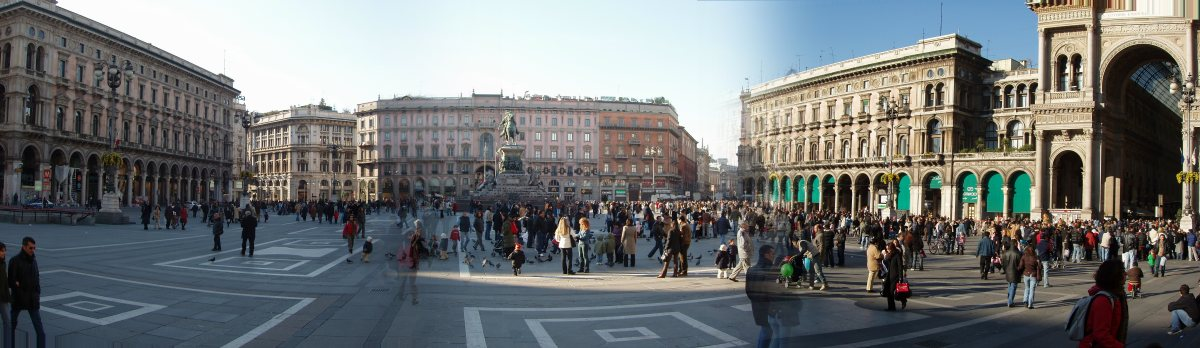
A székesegyház mögötti része

A Piazza del Duomo főbb műemlékei, múzeumai és palotái a következők:
- Milánói dóm
- II. Viktor Emánuel Galéria
- Palazzo dell'Arengario
- Palazzo Carminati
- Királyi palota
- II. Viktor Emánuel emlékműve

## Megközelítése
- Duomo állomás
- A térhez kapcsolódnak az 1-es, 2-es, 3-as, 12-es, 14-es, 15-ös, 16-os, 19-es, 24-es, 27-es villamosok, valamint az 54-es és 73-as buszok.

## Képgaléria

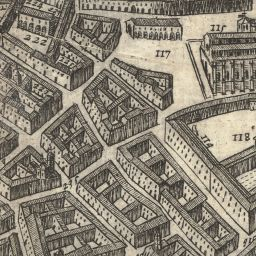
A Piazza Mercanti (222) és a Piazza del Duomo (117) egy 1638-as térképen
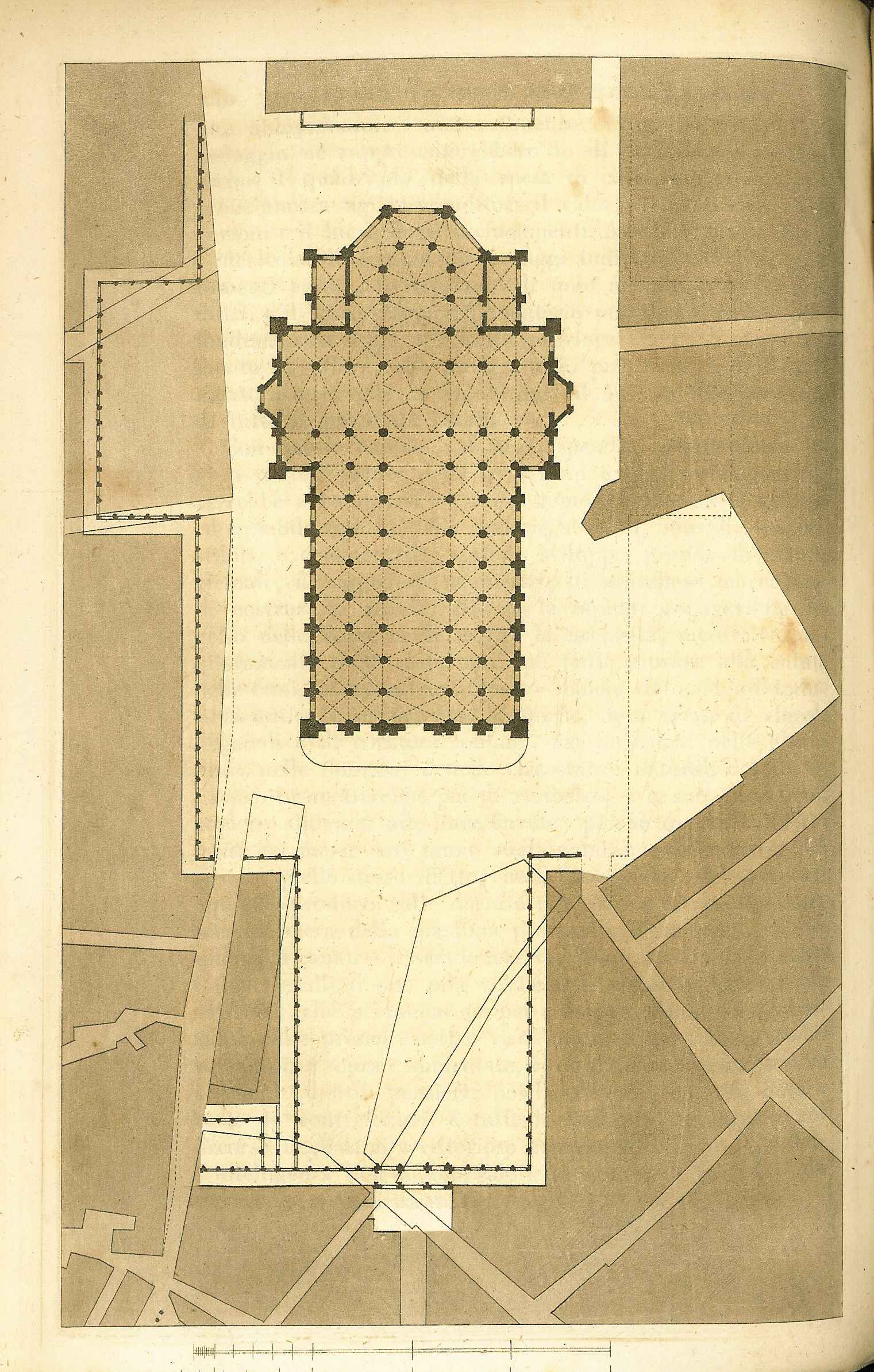
1841-es rendezési terv. Szaggatott vonallal a mai, sötéten az akkori épületek, mára többnyire lebontva
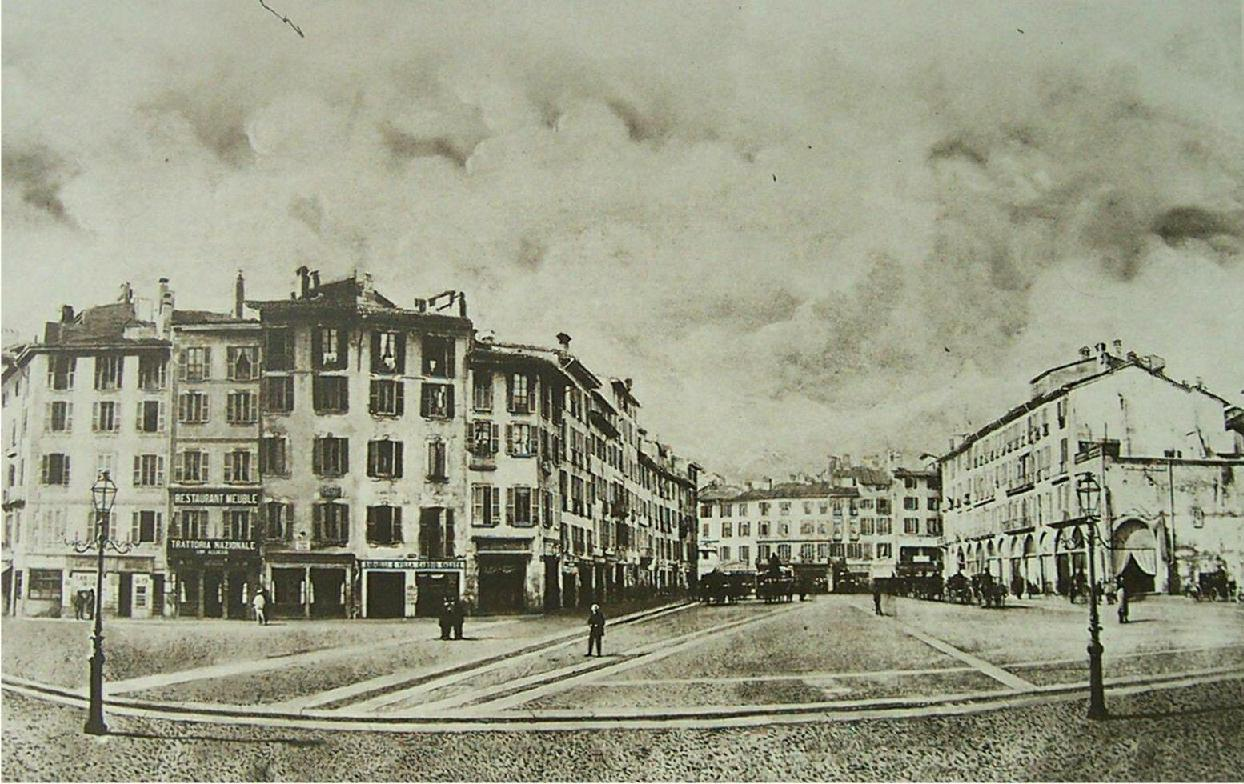
1865-ös kép, a bontások előtt, jobbra az azóta lebontott „Coperto dei Figini”
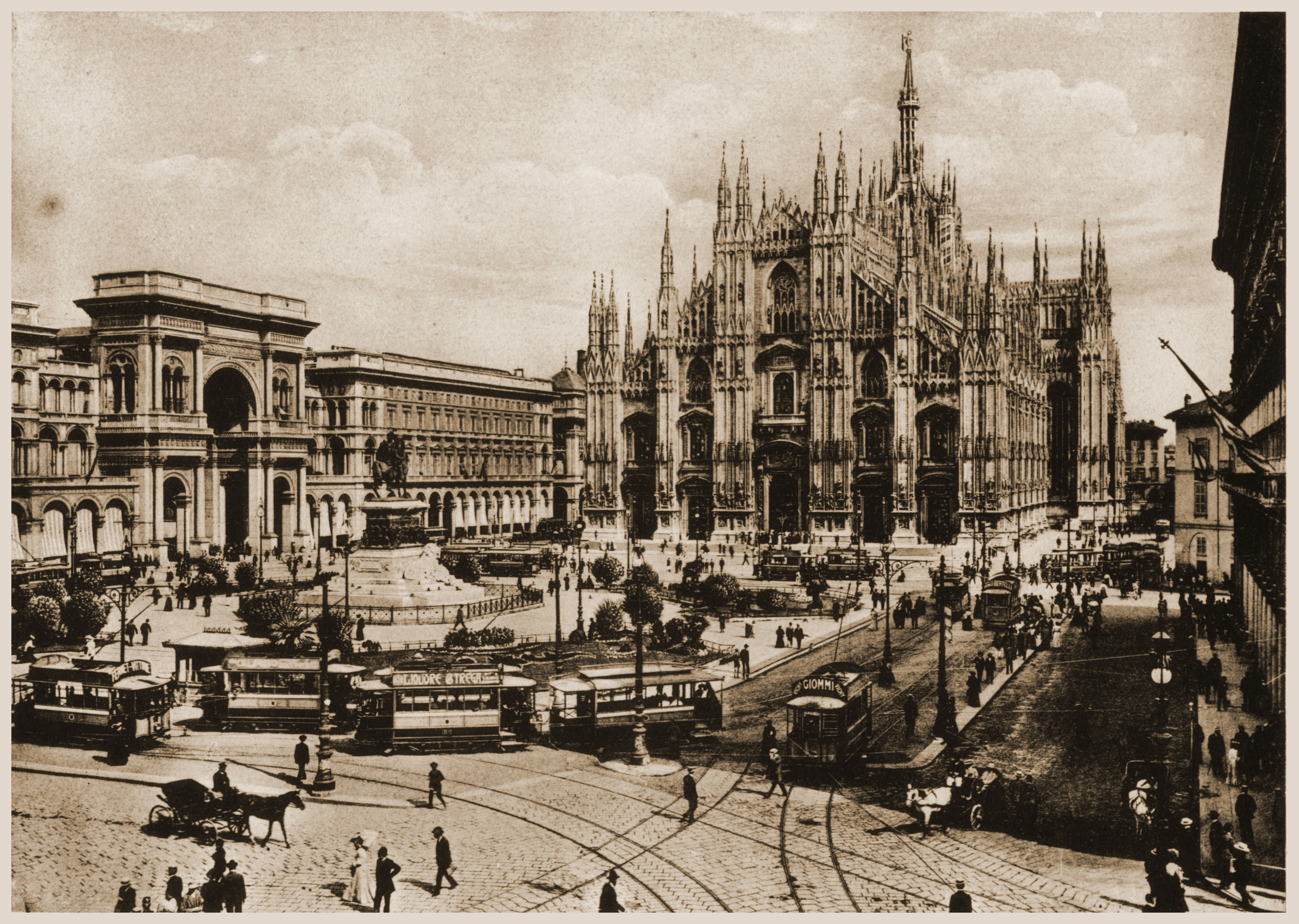
A tér a 20. század első negyedében
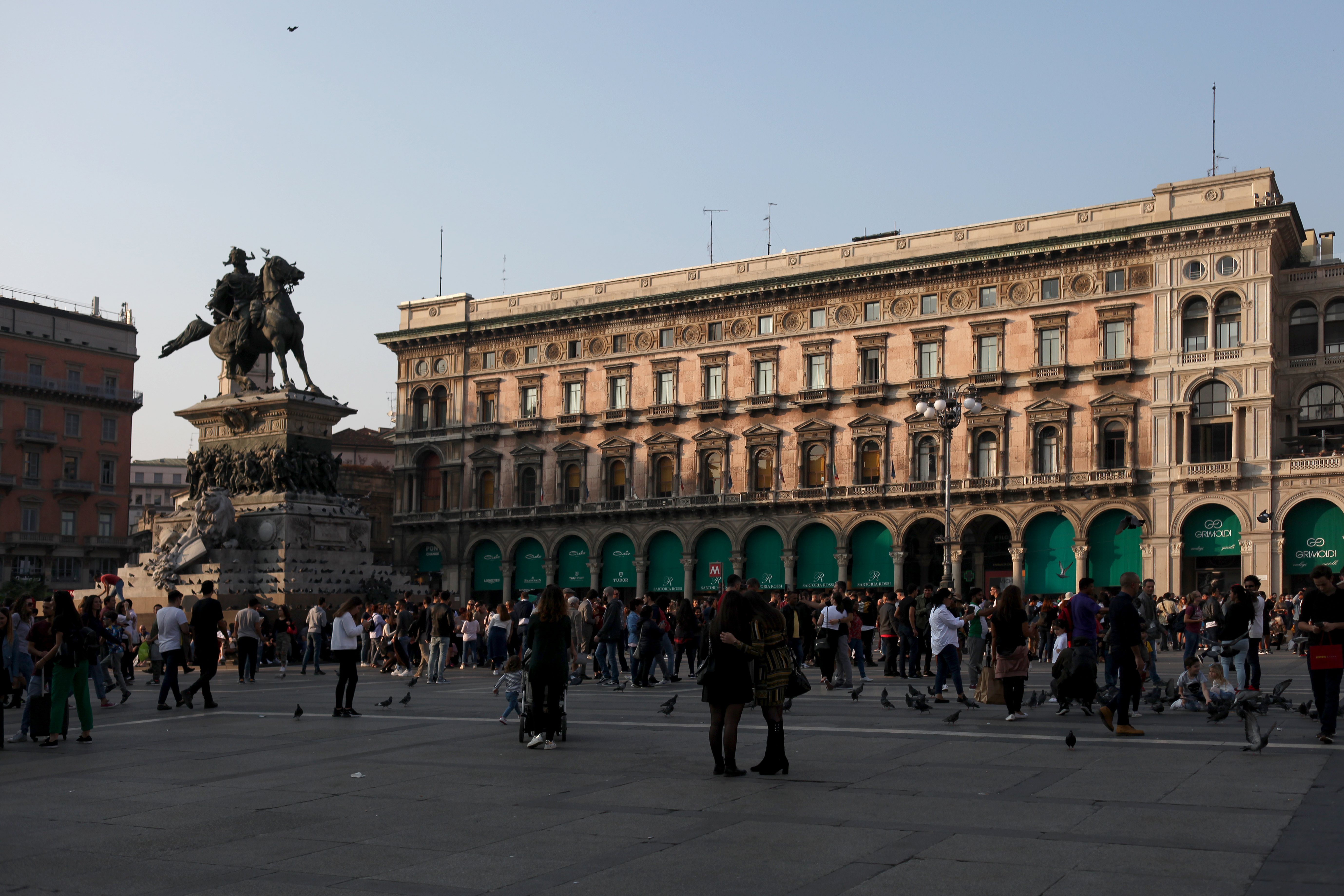
Az északi portikuszok II. Viktor Emánuel szobrával
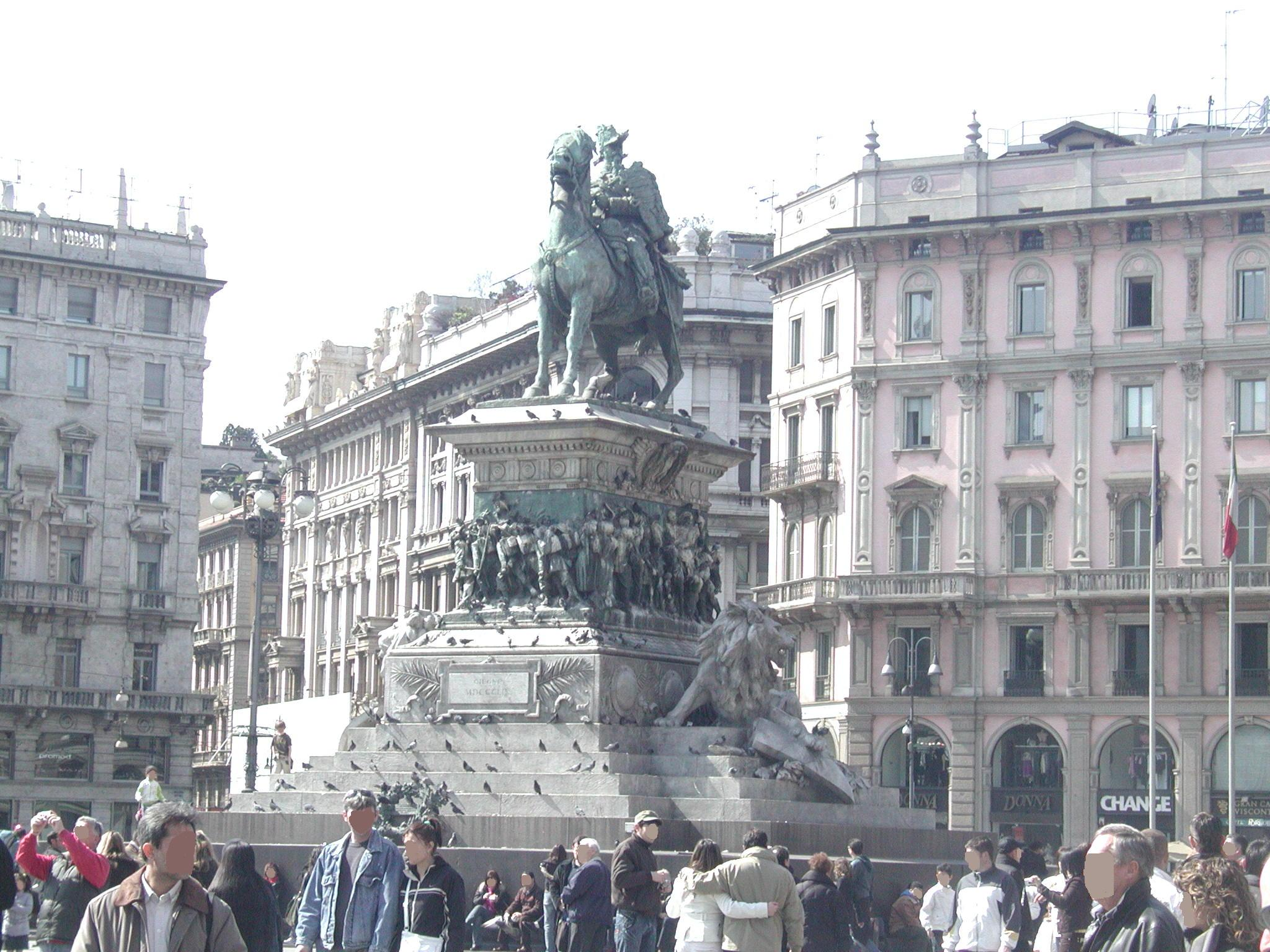
II. Viktor Emánuel szobra
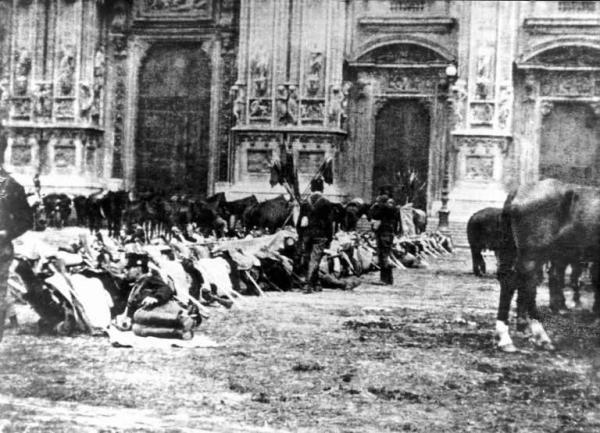
A Moti di Milano 1898-ban; Bava Beccaris csapatai a téren
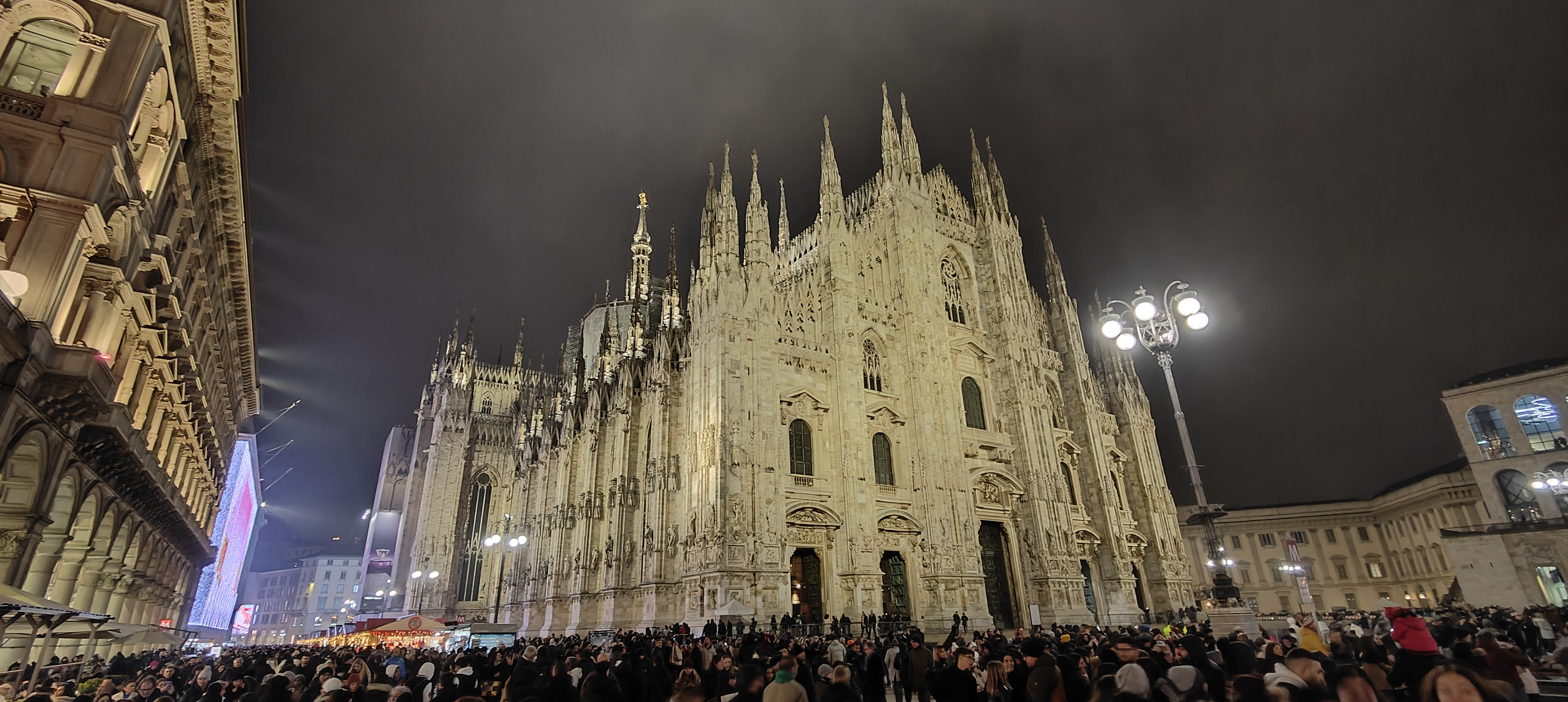
A tér a Galleria Vittorio Emanuele II felől nézve

## Fordítás
- Ez a szócikk részben vagy egészben  a   Piazza del Duomo (Milano) című olasz Wikipédia-szócikk ezen változatának fordításán alapul.  Az eredeti cikk szerkesztőit annak laptörténete sorolja fel. Ez a jelzés csupán a megfogalmazás eredetét és a szerzői jogokat jelzi, nem szolgál a cikkben szereplő információk forrásmegjelöléseként.

## Külső hivatkozások
- A tér fejlődése  (olaszul)